# Pluto (Disney)

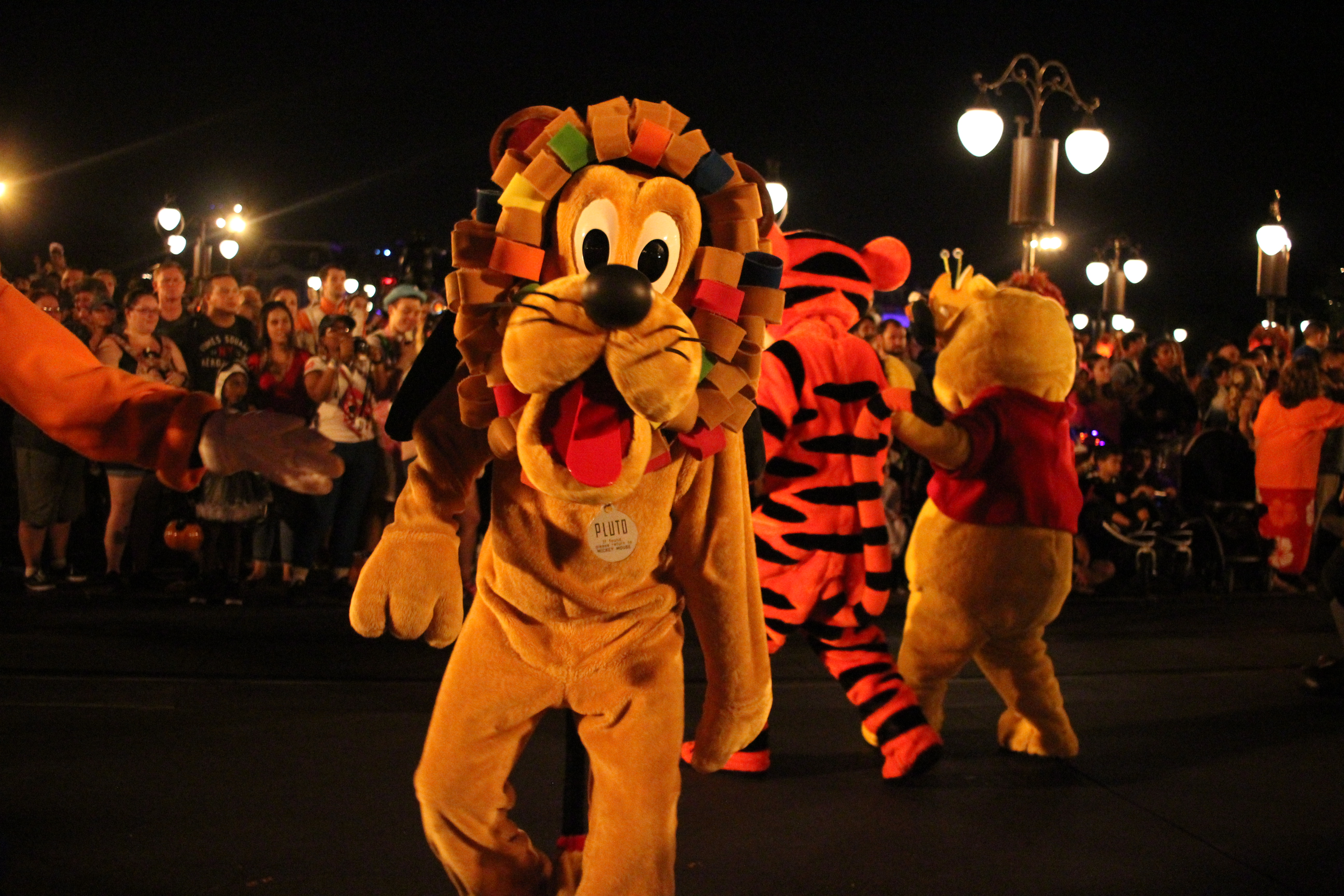
Pluto

Pluto ist eine fiktive Figur, die durch eine Serie von animierten Kurzfilmen von Disney bekannt wurde. Pluto trat meistens als der Haushund von Micky Maus auf, obwohl er auch sowohl der Hund von Donald Duck als auch der von Goofy war, der ebenfalls ein Hund ist. Allerdings gab es in den 1940ern und 1950ern auch animierte Kurzfilme, in denen er als eigenständige Figur zu sehen war. Pluto ist eine ungewöhnliche Disney-Figur, weil er – abgesehen von seinem großen Mimikrepertoire – nicht weiter vermenschlicht wird. Die einzigen Worte, die er jemals gesprochen hat, waren „Küss mich“ (im Original: „Kiss me“). Plutos Charakter und seine Mimik wurden vor allem durch den Disney-Zeichner Norman Ferguson definiert, der sich durch damals berühmte Vaudeville-Stars inspirieren ließ. Ferguson animierte Pluto bis zu seinem Tod 1957.

## Geschichte
Plutos erster Auftritt war am 18. August 1930 in der Micky-Maus-Episode Die Sträflingskolonne (im Original: The Chain Gang) als Spürhund auf der Spur des entflohenen Sträflings Micky. Diese Figur wurde später in Minnie Maus’ Hund Rover umgewandelt. Später änderte Disney den Namen von Rover in Pluto, und sein Halter wurde Micky Maus. Pluto wurde – neben Goofy – Mickys bester Freund. Sein erster Auftritt in Floyd Gottfredsons Zeitungsstrips erfolgte am 8. Juli 1931.
Pluto ist eine der ersten Disney-Figuren, deren Design ein eher plastisches Erscheinungsbild annahm, anstelle des bis dahin flachen Aussehens. Zusätzlich ist er eine der ersten Figuren, in denen sich neue Varianten der Zeichentrickanimation zeigten. Diese Entwicklungen sind gut in einer charakteristischen Szene in dem am 3. März 1934 erschienenen Cartoon Playful Pluto zu sehen, in dem ein Stück Papier an Pluto festklebt und er versucht, es aus eigener Kraft loszuwerden. 
Das erste Mal in der Hauptrolle tritt Pluto 1940 im Film Bone Trouble auf. In Plutos eigenen Kurzfilmen treten auch weitere Figuren auf: die Hundedamen Fifi (Pekinese) und Dinah (Dackel) sowie Ronnie, ein Bernhardinerwelpe. Weitere Figuren sind seine Feinde Butch, eine Bulldogge, das Kätzchen Figaro, Ahörnchen und Behörnchen sowie die Biene Buzz.
1942 kam der animierte Kurzfilm Pluto Junior heraus, in dem Pluto einen Sohn hat, welcher einfach Pluto Junior genannt wurde. 1946 bekam er in Pluto’s Kid Brother (Plutos kleiner Bruder) einen jüngeren Bruder namens K.B.
Pluto trat noch in weiteren Disney-Serien auf, darunter Neue Micky Maus Geschichten, Mickys Clubhaus und Micky Maus Wunderhaus.

## Trivia
- Pluto wurde nach dem Himmelskörper Pluto benannt, der 1930 entdeckt wurde; im selben Jahr, in dem Disney die Figur erfand.
- Er gehört zur Hunderasse der Bloodhounds.[1]